# West Bradenton
West Bradenton és una concentració de població designada pel cens dels Estats Units a l'estat de Florida. Segons el cens del 2000 tenia 4.444 habitants.

## Demografia
Segons el cens del 2000, West Bradenton tenia 4.444 habitants, 1.698 habitatges, i 1.292 famílies. La densitat de població era de 1.261,6 habitants/km².
Dels 1.698 habitatges en un 34,1% hi vivien nens de menys de 18 anys, en un 63,7% hi vivien parelles casades, en un 9,4% dones solteres, i en un 23,9% no eren unitats familiars. En el 19,4% dels habitatges hi vivien persones soles el 9% de les quals corresponia a persones de 65 anys o més que vivien soles. El nombre mitjà de persones vivint en cada habitatge era de 2,62 i el nombre mitjà de persones que vivien en cada família era de 3.
Per edats la població es repartia de la següent manera: un 25,4% tenia menys de 18 anys, un 5% entre 18 i 24, un 25,9% entre 25 i 44, un 27,5% de 45 a 60 i un 16,2% 65 anys o més.
L'edat mediana era de 41 anys. Per cada 100 dones de 18 o més anys hi havia 89,8 homes.
La renda mediana per habitatge era de 52.989 $ i la renda mediana per família de 57.400 $. Els homes tenien una renda mediana de 38.168 $ mentre que les dones 24.471 $. La renda per capita de la població era de 27.262 $. Entorn del 3,3% de les famílies i el 5,2% de la població estaven per davall del llindar de pobresa.

## Poblacions més properes
El següent diagrama mostra les poblacions més properes.